# Vocal cerrada anterior redondeada
La vocal cerrada anterior redondeada (escucharⓘ) es un sonido vocálico que se usa en algunas lenguas orales. El símbolo en el Alfabeto Fonético Internacional es y, y el símbolo X-SAMPA equivalente es y.
También hay una vocal cerrada, anterior, comprimida (labios unidos pero sin abocinamiento), transcrita como [ʉ̟], que se opone a las vocales cerradas anteriores tanto redondeadas como no redondeadas.

## Características
- Su abertura es cerrada, lo que significa que la lengua se sitúa tan cerca como sea posible al paladar sin crear una constricción que se pudiera calificar como consonante.

- Su localización es anterior, lo que significa que la lengua se sitúa tan adelante como sea posible en la boca sin crear una constricción que se pueda calificar como consonante.

- Es una vocal redondeada, lo que significa que los labios están abocinados y sus superficies interiores expuestas.

## Aparece en
- Inglés: food [fyd], "comida", en inglés escocés e irlandés del norte.
- Azerí: güllə [ɟylˈlæ], "bala"
- Neerlandés: fuut [fyːt], "macá"
- Finlandés: yksi ['yksi], "uno"
- Francés: chute [ʃyt], "caída"
- Alemán: Blüte [blyˈte], "flor"
- Húngaro: tű [tyː], "alfiler"
- Noruego: syd [syːd], "sur"
- Sueco: yla [yɥla]ⓘ, "aullar"
- Ligur: mùtto ['myttu], "mudo"
- Turco: güneş [ɟyˈneʃ], "sol"
- Cantonés: 書 [syː], "libro"

| | Anterior | Semiant. | Central | Semipost. | Posterior |
| Cerrada | \| i • y ɨ • ʉ ɯ • u ɪ̟ • ʏ̟ ɪ • ʏ ɪ̈ • ʊ̈ ɯ̽ • ʊ ɯ̞ • ʊ̠ e • ø ɘ • ɵ ɤ • o e̞ • ø̞ ə • ɵ̞ ɤ̞ • o̞ ɛ • œ ɜ • ɞ ʌ • ɔ æ • œ̞ ɐ • ɞ̞ ʌ̞ • ɔ̞ a • ɶ ɐ̞ • ɶ̠ ɑ • ɒ \| | \| i • y ɨ • ʉ ɯ • u ɪ̟ • ʏ̟ ɪ • ʏ ɪ̈ • ʊ̈ ɯ̽ • ʊ ɯ̞ • ʊ̠ e • ø ɘ • ɵ ɤ • o e̞ • ø̞ ə • ɵ̞ ɤ̞ • o̞ ɛ • œ ɜ • ɞ ʌ • ɔ æ • œ̞ ɐ • ɞ̞ ʌ̞ • ɔ̞ a • ɶ ɐ̞ • ɶ̠ ɑ • ɒ \| | \| i • y ɨ • ʉ ɯ • u ɪ̟ • ʏ̟ ɪ • ʏ ɪ̈ • ʊ̈ ɯ̽ • ʊ ɯ̞ • ʊ̠ e • ø ɘ • ɵ ɤ • o e̞ • ø̞ ə • ɵ̞ ɤ̞ • o̞ ɛ • œ ɜ • ɞ ʌ • ɔ æ • œ̞ ɐ • ɞ̞ ʌ̞ • ɔ̞ a • ɶ ɐ̞ • ɶ̠ ɑ • ɒ \| | \| i • y ɨ • ʉ ɯ • u ɪ̟ • ʏ̟ ɪ • ʏ ɪ̈ • ʊ̈ ɯ̽ • ʊ ɯ̞ • ʊ̠ e • ø ɘ • ɵ ɤ • o e̞ • ø̞ ə • ɵ̞ ɤ̞ • o̞ ɛ • œ ɜ • ɞ ʌ • ɔ æ • œ̞ ɐ • ɞ̞ ʌ̞ • ɔ̞ a • ɶ ɐ̞ • ɶ̠ ɑ • ɒ \| | \| i • y ɨ • ʉ ɯ • u ɪ̟ • ʏ̟ ɪ • ʏ ɪ̈ • ʊ̈ ɯ̽ • ʊ ɯ̞ • ʊ̠ e • ø ɘ • ɵ ɤ • o e̞ • ø̞ ə • ɵ̞ ɤ̞ • o̞ ɛ • œ ɜ • ɞ ʌ • ɔ æ • œ̞ ɐ • ɞ̞ ʌ̞ • ɔ̞ a • ɶ ɐ̞ • ɶ̠ ɑ • ɒ \| |
| Casi cerr. | \| i • y ɨ • ʉ ɯ • u ɪ̟ • ʏ̟ ɪ • ʏ ɪ̈ • ʊ̈ ɯ̽ • ʊ ɯ̞ • ʊ̠ e • ø ɘ • ɵ ɤ • o e̞ • ø̞ ə • ɵ̞ ɤ̞ • o̞ ɛ • œ ɜ • ɞ ʌ • ɔ æ • œ̞ ɐ • ɞ̞ ʌ̞ • ɔ̞ a • ɶ ɐ̞ • ɶ̠ ɑ • ɒ \| | \| i • y ɨ • ʉ ɯ • u ɪ̟ • ʏ̟ ɪ • ʏ ɪ̈ • ʊ̈ ɯ̽ • ʊ ɯ̞ • ʊ̠ e • ø ɘ • ɵ ɤ • o e̞ • ø̞ ə • ɵ̞ ɤ̞ • o̞ ɛ • œ ɜ • ɞ ʌ • ɔ æ • œ̞ ɐ • ɞ̞ ʌ̞ • ɔ̞ a • ɶ ɐ̞ • ɶ̠ ɑ • ɒ \| | \| i • y ɨ • ʉ ɯ • u ɪ̟ • ʏ̟ ɪ • ʏ ɪ̈ • ʊ̈ ɯ̽ • ʊ ɯ̞ • ʊ̠ e • ø ɘ • ɵ ɤ • o e̞ • ø̞ ə • ɵ̞ ɤ̞ • o̞ ɛ • œ ɜ • ɞ ʌ • ɔ æ • œ̞ ɐ • ɞ̞ ʌ̞ • ɔ̞ a • ɶ ɐ̞ • ɶ̠ ɑ • ɒ \| | \| i • y ɨ • ʉ ɯ • u ɪ̟ • ʏ̟ ɪ • ʏ ɪ̈ • ʊ̈ ɯ̽ • ʊ ɯ̞ • ʊ̠ e • ø ɘ • ɵ ɤ • o e̞ • ø̞ ə • ɵ̞ ɤ̞ • o̞ ɛ • œ ɜ • ɞ ʌ • ɔ æ • œ̞ ɐ • ɞ̞ ʌ̞ • ɔ̞ a • ɶ ɐ̞ • ɶ̠ ɑ • ɒ \| | \| i • y ɨ • ʉ ɯ • u ɪ̟ • ʏ̟ ɪ • ʏ ɪ̈ • ʊ̈ ɯ̽ • ʊ ɯ̞ • ʊ̠ e • ø ɘ • ɵ ɤ • o e̞ • ø̞ ə • ɵ̞ ɤ̞ • o̞ ɛ • œ ɜ • ɞ ʌ • ɔ æ • œ̞ ɐ • ɞ̞ ʌ̞ • ɔ̞ a • ɶ ɐ̞ • ɶ̠ ɑ • ɒ \| |
| Semicerr. | \| i • y ɨ • ʉ ɯ • u ɪ̟ • ʏ̟ ɪ • ʏ ɪ̈ • ʊ̈ ɯ̽ • ʊ ɯ̞ • ʊ̠ e • ø ɘ • ɵ ɤ • o e̞ • ø̞ ə • ɵ̞ ɤ̞ • o̞ ɛ • œ ɜ • ɞ ʌ • ɔ æ • œ̞ ɐ • ɞ̞ ʌ̞ • ɔ̞ a • ɶ ɐ̞ • ɶ̠ ɑ • ɒ \| | \| i • y ɨ • ʉ ɯ • u ɪ̟ • ʏ̟ ɪ • ʏ ɪ̈ • ʊ̈ ɯ̽ • ʊ ɯ̞ • ʊ̠ e • ø ɘ • ɵ ɤ • o e̞ • ø̞ ə • ɵ̞ ɤ̞ • o̞ ɛ • œ ɜ • ɞ ʌ • ɔ æ • œ̞ ɐ • ɞ̞ ʌ̞ • ɔ̞ a • ɶ ɐ̞ • ɶ̠ ɑ • ɒ \| | \| i • y ɨ • ʉ ɯ • u ɪ̟ • ʏ̟ ɪ • ʏ ɪ̈ • ʊ̈ ɯ̽ • ʊ ɯ̞ • ʊ̠ e • ø ɘ • ɵ ɤ • o e̞ • ø̞ ə • ɵ̞ ɤ̞ • o̞ ɛ • œ ɜ • ɞ ʌ • ɔ æ • œ̞ ɐ • ɞ̞ ʌ̞ • ɔ̞ a • ɶ ɐ̞ • ɶ̠ ɑ • ɒ \| | \| i • y ɨ • ʉ ɯ • u ɪ̟ • ʏ̟ ɪ • ʏ ɪ̈ • ʊ̈ ɯ̽ • ʊ ɯ̞ • ʊ̠ e • ø ɘ • ɵ ɤ • o e̞ • ø̞ ə • ɵ̞ ɤ̞ • o̞ ɛ • œ ɜ • ɞ ʌ • ɔ æ • œ̞ ɐ • ɞ̞ ʌ̞ • ɔ̞ a • ɶ ɐ̞ • ɶ̠ ɑ • ɒ \| | \| i • y ɨ • ʉ ɯ • u ɪ̟ • ʏ̟ ɪ • ʏ ɪ̈ • ʊ̈ ɯ̽ • ʊ ɯ̞ • ʊ̠ e • ø ɘ • ɵ ɤ • o e̞ • ø̞ ə • ɵ̞ ɤ̞ • o̞ ɛ • œ ɜ • ɞ ʌ • ɔ æ • œ̞ ɐ • ɞ̞ ʌ̞ • ɔ̞ a • ɶ ɐ̞ • ɶ̠ ɑ • ɒ \| |
| Media | \| i • y ɨ • ʉ ɯ • u ɪ̟ • ʏ̟ ɪ • ʏ ɪ̈ • ʊ̈ ɯ̽ • ʊ ɯ̞ • ʊ̠ e • ø ɘ • ɵ ɤ • o e̞ • ø̞ ə • ɵ̞ ɤ̞ • o̞ ɛ • œ ɜ • ɞ ʌ • ɔ æ • œ̞ ɐ • ɞ̞ ʌ̞ • ɔ̞ a • ɶ ɐ̞ • ɶ̠ ɑ • ɒ \| | \| i • y ɨ • ʉ ɯ • u ɪ̟ • ʏ̟ ɪ • ʏ ɪ̈ • ʊ̈ ɯ̽ • ʊ ɯ̞ • ʊ̠ e • ø ɘ • ɵ ɤ • o e̞ • ø̞ ə • ɵ̞ ɤ̞ • o̞ ɛ • œ ɜ • ɞ ʌ • ɔ æ • œ̞ ɐ • ɞ̞ ʌ̞ • ɔ̞ a • ɶ ɐ̞ • ɶ̠ ɑ • ɒ \| | \| i • y ɨ • ʉ ɯ • u ɪ̟ • ʏ̟ ɪ • ʏ ɪ̈ • ʊ̈ ɯ̽ • ʊ ɯ̞ • ʊ̠ e • ø ɘ • ɵ ɤ • o e̞ • ø̞ ə • ɵ̞ ɤ̞ • o̞ ɛ • œ ɜ • ɞ ʌ • ɔ æ • œ̞ ɐ • ɞ̞ ʌ̞ • ɔ̞ a • ɶ ɐ̞ • ɶ̠ ɑ • ɒ \| | \| i • y ɨ • ʉ ɯ • u ɪ̟ • ʏ̟ ɪ • ʏ ɪ̈ • ʊ̈ ɯ̽ • ʊ ɯ̞ • ʊ̠ e • ø ɘ • ɵ ɤ • o e̞ • ø̞ ə • ɵ̞ ɤ̞ • o̞ ɛ • œ ɜ • ɞ ʌ • ɔ æ • œ̞ ɐ • ɞ̞ ʌ̞ • ɔ̞ a • ɶ ɐ̞ • ɶ̠ ɑ • ɒ \| | \| i • y ɨ • ʉ ɯ • u ɪ̟ • ʏ̟ ɪ • ʏ ɪ̈ • ʊ̈ ɯ̽ • ʊ ɯ̞ • ʊ̠ e • ø ɘ • ɵ ɤ • o e̞ • ø̞ ə • ɵ̞ ɤ̞ • o̞ ɛ • œ ɜ • ɞ ʌ • ɔ æ • œ̞ ɐ • ɞ̞ ʌ̞ • ɔ̞ a • ɶ ɐ̞ • ɶ̠ ɑ • ɒ \| |
| Semiab. | \| i • y ɨ • ʉ ɯ • u ɪ̟ • ʏ̟ ɪ • ʏ ɪ̈ • ʊ̈ ɯ̽ • ʊ ɯ̞ • ʊ̠ e • ø ɘ • ɵ ɤ • o e̞ • ø̞ ə • ɵ̞ ɤ̞ • o̞ ɛ • œ ɜ • ɞ ʌ • ɔ æ • œ̞ ɐ • ɞ̞ ʌ̞ • ɔ̞ a • ɶ ɐ̞ • ɶ̠ ɑ • ɒ \| | \| i • y ɨ • ʉ ɯ • u ɪ̟ • ʏ̟ ɪ • ʏ ɪ̈ • ʊ̈ ɯ̽ • ʊ ɯ̞ • ʊ̠ e • ø ɘ • ɵ ɤ • o e̞ • ø̞ ə • ɵ̞ ɤ̞ • o̞ ɛ • œ ɜ • ɞ ʌ • ɔ æ • œ̞ ɐ • ɞ̞ ʌ̞ • ɔ̞ a • ɶ ɐ̞ • ɶ̠ ɑ • ɒ \| | \| i • y ɨ • ʉ ɯ • u ɪ̟ • ʏ̟ ɪ • ʏ ɪ̈ • ʊ̈ ɯ̽ • ʊ ɯ̞ • ʊ̠ e • ø ɘ • ɵ ɤ • o e̞ • ø̞ ə • ɵ̞ ɤ̞ • o̞ ɛ • œ ɜ • ɞ ʌ • ɔ æ • œ̞ ɐ • ɞ̞ ʌ̞ • ɔ̞ a • ɶ ɐ̞ • ɶ̠ ɑ • ɒ \| | \| i • y ɨ • ʉ ɯ • u ɪ̟ • ʏ̟ ɪ • ʏ ɪ̈ • ʊ̈ ɯ̽ • ʊ ɯ̞ • ʊ̠ e • ø ɘ • ɵ ɤ • o e̞ • ø̞ ə • ɵ̞ ɤ̞ • o̞ ɛ • œ ɜ • ɞ ʌ • ɔ æ • œ̞ ɐ • ɞ̞ ʌ̞ • ɔ̞ a • ɶ ɐ̞ • ɶ̠ ɑ • ɒ \| | \| i • y ɨ • ʉ ɯ • u ɪ̟ • ʏ̟ ɪ • ʏ ɪ̈ • ʊ̈ ɯ̽ • ʊ ɯ̞ • ʊ̠ e • ø ɘ • ɵ ɤ • o e̞ • ø̞ ə • ɵ̞ ɤ̞ • o̞ ɛ • œ ɜ • ɞ ʌ • ɔ æ • œ̞ ɐ • ɞ̞ ʌ̞ • ɔ̞ a • ɶ ɐ̞ • ɶ̠ ɑ • ɒ \| |
| Casi ab. | \| i • y ɨ • ʉ ɯ • u ɪ̟ • ʏ̟ ɪ • ʏ ɪ̈ • ʊ̈ ɯ̽ • ʊ ɯ̞ • ʊ̠ e • ø ɘ • ɵ ɤ • o e̞ • ø̞ ə • ɵ̞ ɤ̞ • o̞ ɛ • œ ɜ • ɞ ʌ • ɔ æ • œ̞ ɐ • ɞ̞ ʌ̞ • ɔ̞ a • ɶ ɐ̞ • ɶ̠ ɑ • ɒ \| | \| i • y ɨ • ʉ ɯ • u ɪ̟ • ʏ̟ ɪ • ʏ ɪ̈ • ʊ̈ ɯ̽ • ʊ ɯ̞ • ʊ̠ e • ø ɘ • ɵ ɤ • o e̞ • ø̞ ə • ɵ̞ ɤ̞ • o̞ ɛ • œ ɜ • ɞ ʌ • ɔ æ • œ̞ ɐ • ɞ̞ ʌ̞ • ɔ̞ a • ɶ ɐ̞ • ɶ̠ ɑ • ɒ \| | \| i • y ɨ • ʉ ɯ • u ɪ̟ • ʏ̟ ɪ • ʏ ɪ̈ • ʊ̈ ɯ̽ • ʊ ɯ̞ • ʊ̠ e • ø ɘ • ɵ ɤ • o e̞ • ø̞ ə • ɵ̞ ɤ̞ • o̞ ɛ • œ ɜ • ɞ ʌ • ɔ æ • œ̞ ɐ • ɞ̞ ʌ̞ • ɔ̞ a • ɶ ɐ̞ • ɶ̠ ɑ • ɒ \| | \| i • y ɨ • ʉ ɯ • u ɪ̟ • ʏ̟ ɪ • ʏ ɪ̈ • ʊ̈ ɯ̽ • ʊ ɯ̞ • ʊ̠ e • ø ɘ • ɵ ɤ • o e̞ • ø̞ ə • ɵ̞ ɤ̞ • o̞ ɛ • œ ɜ • ɞ ʌ • ɔ æ • œ̞ ɐ • ɞ̞ ʌ̞ • ɔ̞ a • ɶ ɐ̞ • ɶ̠ ɑ • ɒ \| | \| i • y ɨ • ʉ ɯ • u ɪ̟ • ʏ̟ ɪ • ʏ ɪ̈ • ʊ̈ ɯ̽ • ʊ ɯ̞ • ʊ̠ e • ø ɘ • ɵ ɤ • o e̞ • ø̞ ə • ɵ̞ ɤ̞ • o̞ ɛ • œ ɜ • ɞ ʌ • ɔ æ • œ̞ ɐ • ɞ̞ ʌ̞ • ɔ̞ a • ɶ ɐ̞ • ɶ̠ ɑ • ɒ \| |
| Abierta | \| i • y ɨ • ʉ ɯ • u ɪ̟ • ʏ̟ ɪ • ʏ ɪ̈ • ʊ̈ ɯ̽ • ʊ ɯ̞ • ʊ̠ e • ø ɘ • ɵ ɤ • o e̞ • ø̞ ə • ɵ̞ ɤ̞ • o̞ ɛ • œ ɜ • ɞ ʌ • ɔ æ • œ̞ ɐ • ɞ̞ ʌ̞ • ɔ̞ a • ɶ ɐ̞ • ɶ̠ ɑ • ɒ \| | \| i • y ɨ • ʉ ɯ • u ɪ̟ • ʏ̟ ɪ • ʏ ɪ̈ • ʊ̈ ɯ̽ • ʊ ɯ̞ • ʊ̠ e • ø ɘ • ɵ ɤ • o e̞ • ø̞ ə • ɵ̞ ɤ̞ • o̞ ɛ • œ ɜ • ɞ ʌ • ɔ æ • œ̞ ɐ • ɞ̞ ʌ̞ • ɔ̞ a • ɶ ɐ̞ • ɶ̠ ɑ • ɒ \| | \| i • y ɨ • ʉ ɯ • u ɪ̟ • ʏ̟ ɪ • ʏ ɪ̈ • ʊ̈ ɯ̽ • ʊ ɯ̞ • ʊ̠ e • ø ɘ • ɵ ɤ • o e̞ • ø̞ ə • ɵ̞ ɤ̞ • o̞ ɛ • œ ɜ • ɞ ʌ • ɔ æ • œ̞ ɐ • ɞ̞ ʌ̞ • ɔ̞ a • ɶ ɐ̞ • ɶ̠ ɑ • ɒ \| | \| i • y ɨ • ʉ ɯ • u ɪ̟ • ʏ̟ ɪ • ʏ ɪ̈ • ʊ̈ ɯ̽ • ʊ ɯ̞ • ʊ̠ e • ø ɘ • ɵ ɤ • o e̞ • ø̞ ə • ɵ̞ ɤ̞ • o̞ ɛ • œ ɜ • ɞ ʌ • ɔ æ • œ̞ ɐ • ɞ̞ ʌ̞ • ɔ̞ a • ɶ ɐ̞ • ɶ̠ ɑ • ɒ \| | \| i • y ɨ • ʉ ɯ • u ɪ̟ • ʏ̟ ɪ • ʏ ɪ̈ • ʊ̈ ɯ̽ • ʊ ɯ̞ • ʊ̠ e • ø ɘ • ɵ ɤ • o e̞ • ø̞ ə • ɵ̞ ɤ̞ • o̞ ɛ • œ ɜ • ɞ ʌ • ɔ æ • œ̞ ɐ • ɞ̞ ʌ̞ • ɔ̞ a • ɶ ɐ̞ • ɶ̠ ɑ • ɒ \| |
| i • y ɨ • ʉ ɯ • u ɪ̟ • ʏ̟ ɪ • ʏ ɪ̈ • ʊ̈ ɯ̽ • ʊ ɯ̞ • ʊ̠ e • ø ɘ • ɵ ɤ • o e̞ • ø̞ ə • ɵ̞ ɤ̞ • o̞ ɛ • œ ɜ • ɞ ʌ • ɔ æ • œ̞ ɐ • ɞ̞ ʌ̞ • ɔ̞ a • ɶ ɐ̞ • ɶ̠ ɑ • ɒ | | | | | |

- Datos: Q740728
- Multimedia: Close front rounded vowel (IPA y) / Q740728